# Уразовский район
Уразовский район — административно-территориальная единица в составе Центрально-Чернозёмной, Курской и Белгородской областей, существовавшая в 1928—1963 годах. Центр — село Уразово
Уразовский район был образован в 1928 году в составе Острогожского округа Центрально-Чернозёмной области. 23 июля 1930 года окружная система в СССР была упразднена и Уразовский район перешёл в прямое подчинение Центрально-Чернозёмной области.
13 июня 1934 года Уразовский район был отнесён к Курской области.
По состоянию на 1945 года район делился на 15 сельсоветов: Борчанский, Вериговский, Герасимовский, Двулученский, Казинский, Казначеевский, Заоскольский, Кукуевский, Логачевский, Ново-Петровский, Старо-Хуторский, Ураевский, Уразовский, Шелаевский и Шведуновский.
6 января 1954 года Уразовский район отошёл к Белгородской области.
1 февраля 1963 года Уразовский район был упразднён, а его территория передана в Валуйский район.